# Cúp AFC 2006
AFC Cup 2006 là phiên bản thứ ba của AFC Cup. Al-Faisaly của Jordan trở thành đội bóng đầu tiên vô địch giải đấu 2 năm liên tiếp.

## Các đội tham dự
11 hiệp hội của các quốc gia 'đang phát triển' trong Liên đoàn bóng đá châu Á đã được mời đề cử một hoặc hai câu lạc bộ tham gia giải đấu năm 2006. Đội vô địch AFC Cup 2005, Al-Faisaly lọt vào vòng bảng.
Chú thích:
- TH: Đương kim vô địch
- 1st, 2nd, 3rd,...: Vị trí tại giải quốc nội
- CW: Đội vô địch cúp quốc gia

| Tây Á            |                                              |
| Bahrain (1)*     | Al-Muharraq (CW)                             |
| Jordan (2)       | Al-FaisalyTH (CW) Al-Wahdat (1st)            |
| Lebanon (2)      | Al-Nejmeh (1st) Al Ahed (CW)                 |
| Oman (1)         | Al-Nasr (CW)                                 |
| Trung và Nam Á   |                                              |
| Bangladesh (2)   | Mohammedan (1st) Brothers Union (CW)         |
| Ấn Độ (2)        | Dempo SC (1st) Mahindra United (CW)          |
| Turkmenistan (2) | HTTU Asgabat (1st) Merv Mary (CW)            |
| Đông Á           |                                              |
| Hồng Kông (2)    | Xiangxue Sun Hei (1st) Happy Valley (CW)     |
| ASEAN            |                                              |
| Malaysia (2)     | Perlis FA (1st) Selangor FA (CW)             |
| Maldives (2)     | Hurriyya SC (1st, CW) New Radiant (2nd)      |
| Singapore (2)    | Tampines Rovers FC (1st) Home United FC (CW) |

- Bahrain phải xuống chơi ở AFC Cup.

## Vòng bảng
Các trận đấu diễn ra vào ngày 7 và 21 tháng 3, 11 và 25 tháng 4, 5 và 16 tháng 5 năm 2006

### Bảng A
| Đội             | ST | T | H | B | BT | BB | HS | Đ  |
| --------------- | -- | - | - | - | -- | -- | -- | -- |
| Al-Muharraq     | 6  | 3 | 2 | 1 | 8  | 5  | +3 | 11 |
| Al Ahed         | 6  | 3 | 1 | 2 | 16 | 11 | +5 | 10 |
| Mahindra United | 6  | 2 | 3 | 1 | 8  | 7  | +1 | 9  |
| Brothers Union  | 6  | 0 | 2 | 4 | 5  | 14 | −9 | 2  |

|                 | MHQ | AHE | MAH | BRO |
| --------------- | --- | --- | --- | --- |
| Al-Muharraq     | –   | 2-4 | 1-1 | 2-0 |
| Al Ahed         | 0-2 | –   | 2-2 | 6-2 |
| Mahindra United | 0-1 | 2-1 | –   | 1-0 |
| Brothers Union  | 0-0 | 1-3 | 2-2 | –   |

### Bảng B
| Đội       | ST | T | H | B | BT | BB | HS  | Đ  |
| --------- | -- | - | - | - | -- | -- | --- | -- |
| Al-Nasr   | 4  | 4 | 0 | 0 | 10 | 2  | +8  | 12 |
| Dempo SC  | 4  | 1 | 1 | 2 | 9  | 7  | +2  | 4  |
| Merv Mary | 4  | 0 | 1 | 3 | 4  | 14 | −10 | 1  |

|           | NSR | DEM | MRV |
| --------- | --- | --- | --- |
| Al-Nasr   | –   | 3-1 | 4-1 |
| Dempo SC  | 0-1 | –   | 6-1 |
| Merv Mary | 0-2 | 2-2 | –   |

### Bảng C
| Đội        | ST | T | H | B | BT | BB | HS | Đ |
| ---------- | -- | - | - | - | -- | -- | -- | - |
| Al-Wahdat  | 2  | 2 | 0 | 0 | 9  | 1  | +8 | 6 |
| Mohammedan | 2  | 0 | 0 | 2 | 1  | 9  | −8 | 0 |

| Al-Wahdat | 7–0 | Mohammedan |
| --------- | --- | ---------- |
|           |     |            |

| Mohammedan | 1–2 | Al-Wahdat |
| ---------- | --- | --------- |
|            |     |           |

### Bảng D
| Đội        | ST | T | H | B | BT | BB | HS | Đ |
| ---------- | -- | - | - | - | -- | -- | -- | - |
| Al-Faisaly | 4  | 2 | 1 | 1 | 8  | 6  | +2 | 7 |
| Al-Nejmeh  | 4  | 2 | 1 | 1 | 10 | 7  | +3 | 7 |
| HTTU       | 4  | 0 | 2 | 2 | 8  | 13 | −5 | 2 |

|            | FAI | NJM | HTTU |
| ---------- | --- | --- | ---- |
| Al-Faisaly | –   | 2-0 | 4-3  |
| Al-Nejmeh  | 2-1 | –   | 6-2  |
| HTTU       | 1-1 | 2-2 | –    |

### Bảng E
| Đội              | ST | T | H | B | BT | BB | HS  | Đ  |
| ---------------- | -- | - | - | - | -- | -- | --- | -- |
| Xiangxue Sun Hei | 6  | 4 | 1 | 1 | 11 | 4  | +7  | 13 |
| Perlis FA        | 6  | 3 | 2 | 1 | 11 | 4  | +7  | 11 |
| Home United FC   | 6  | 2 | 0 | 4 | 8  | 11 | −3  | 6  |
| New Radiant      | 6  | 1 | 1 | 4 | 7  | 18 | −11 | 4  |

|                  | SUN | PRL | HU  | NRA |
| ---------------- | --- | --- | --- | --- |
| Xiangxue Sun Hei | –   | 0-0 | 0-1 | 5-2 |
| Perlis FA        | 1-2 | –   | 1-0 | 6-0 |
| Home United FC   | 0-2 | 2-1 | –   | 2-0 |
| New Radiant      | 0-2 | 0-0 | 5-3 | –   |

### Bảng F
| Đội                | ST | T | H | B | BT | BB | HS  | Đ  |
| ------------------ | -- | - | - | - | -- | -- | --- | -- |
| Tampines Rovers FC | 6  | 5 | 0 | 1 | 17 | 5  | +12 | 15 |
| Selangor FA        | 6  | 5 | 0 | 1 | 14 | 9  | +5  | 15 |
| Happy Valley       | 6  | 1 | 1 | 4 | 10 | 15 | −5  | 4  |
| Hurriyya SC        | 6  | 0 | 1 | 5 | 3  | 15 | −12 | 1  |

|                    | TRV | SEL | HPV | HRR |
| ------------------ | --- | --- | --- | --- |
| Tampines Rovers FC | –   | 3-2 | 3-1 | 3-1 |
| Selangor FA        | 1-0 | –   | 4-3 | 1-0 |
| Happy Valley       | 0-4 | 2-3 | –   | 3-0 |
| Hurriyya SC        | 0-4 | 1-3 | 1-1 | –   |

### Các đội nhì bảng có thành tích tốt nhất
- Với đội trong bảng 4 đội, kết quả đối đầu với đội đứng cuối bảng không được tính.

| Đội         | ST | T | H | B | BT | BB | HS | Đ |
| ----------- | -- | - | - | - | -- | -- | -- | - |
| Selangor FA | 4  | 3 | 0 | 1 | 10 | 8  | +2 | 9 |
| Al-Nejmeh   | 4  | 2 | 1 | 1 | 10 | 7  | +3 | 7 |
| Perlis FA   | 4  | 2 | 1 | 1 | 5  | 4  | +1 | 7 |
| Al Ahed     | 4  | 2 | 0 | 2 | 9  | 7  | +2 | 6 |
| Dempo SC    | 4  | 1 | 1 | 2 | 9  | 7  | +2 | 4 |

## Vòng loại trực tiếp

### Sơ đồ
|  | Tứ kết          | Tứ kết      |             |   | Bán kết | Bán kết |  |  | Chung kết | Chung kết |
|  |                 |             |             |   |         |         |  |  |           |           |
|  |                 |             |             |   |         |         |  |  |           |           |
|  |                 |             |             |   |         |         |  |  |           |           |
|  | Tampines Rovers | 0           |             |   |         |         |  |  |           |           |
|  | Tampines Rovers | 0           |             |   |         |         |  |  |           |           |
|  | Al-Wahdat       | 5           |             |   |         |         |  |  |           |           |
|  | Al-Wahdat       | 5           | Al-Wahdat   | 1 |         |         |  |  |           |           |
|  |                 |             | Al-Wahdat   | 1 |         |         |  |  |           |           |
|  |                 |             | Al-Faisaly  | 2 |         |         |  |  |           |           |
|  | Al-Faisaly (p)  | 2 (5)       | Al-Faisaly  | 2 |         |         |  |  |           |           |
|  | Al-Faisaly (p)  | 2 (5)       |             |   |         |         |  |  |           |           |
|  | Sun Hei         | 2 (4)       |             |   |         |         |  |  |           |           |
|  | Sun Hei         | 2 (4)       | Al-Faisaly  | 5 |         |         |  |  |           |           |
|  |                 |             | Al-Faisaly  | 5 |         |         |  |  |           |           |
|  |                 | Al-Muharraq | 4           |   |         |         |  |  |           |           |
|  | Selangor FA     | Al-Muharraq | 4           | 0 |         |         |  |  |           |           |
|  | Selangor FA     |             |             | 0 |         |         |  |  |           |           |
|  | Al-Nejmeh       | 1           |             |   |         |         |  |  |           |           |
|  | Al-Nejmeh       | 1           | Al-Nejmeh   | 3 |         |         |  |  |           |           |
|  |                 |             | Al-Nejmeh   | 3 |         |         |  |  |           |           |
|  |                 |             | Al-Muharraq | 6 |         |         |  |  |           |           |
|  | Al-Nasr         | 3           | Al-Muharraq | 6 |         |         |  |  |           |           |
|  | Al-Nasr         | 3           |             |   |         |         |  |  |           |           |
|  | Al-Muharraq (a) | 3           |             |   |         |         |  |  |           |           |
|  | Al-Muharraq (a) | 3           |             |   |         |         |  |  |           |           |
|  |                 |             |             |   |         |         |  |  |           |           |

#### Tứ kết
| Đội 1              | TTS                  | Đội 2            | Lượt đi | Lượt về      |
| ------------------ | -------------------- | ---------------- | ------- | ------------ |
| Tampines Rovers FC | 0–5                  | Al-Wahdat        | 0–1     | 0–4          |
| Selangor FA        | 0–1                  | Al-Nejmeh        | 0–1     | 0–0          |
| Al-Nasr            | 3–3 (a)              | Al-Muharraq      | 2–3     | 1–0          |
| Al-Faisaly         | 2–2 (s.h.p.) (5–4 p) | Xiangxue Sun Hei | 1–1     | 1–1 (s.h.p.) |

#### Bán kết
| Đội 1      | TTS | Đội 2       | Lượt đi | Lượt về |
| ---------- | --- | ----------- | ------- | ------- |
| Al-Nejmeh  | 3–6 | Al-Muharraq | 1–2     | 2–4     |
| Al-Faisaly | 2–1 | Al-Wahdat   | 1–0     | 1–1     |

#### Chung kết
| Đội 1      | TTS | Đội 2       | Lượt đi | Lượt về |
| ---------- | --- | ----------- | ------- | ------- |
| Al-Faisaly | 5–4 | Al-Muharraq | 3–0     | 2–4     |

| Vô địch AFC Cup 2006   |
| ---------------------- |
| Al-Faisaly Lần thứ hai |